# Немецкий союз свободомыслящих
Немецкий союз свободомыслящих (Deutscher Freidenkerbund) — организация, основанная в 1881 году философом материалистом и врачом Людвигом Бюхнером, чтобы противостоять мощи государственных церквей в Германии. Целью союза было создание в Германии общественной площадки для материалистов и атеистов.
К 1885 году в группе было 5000 человек. Союз являлся самой крупной в своем роде организацией в Германии, в 1933 году в него уже входило около 500 000 членов. Союз был разогнан по инициативе Гитлера весной 1933 года в рамках запрета организаций атеистов и вольнодумцев.
Штаб-квартира Союза была преобразована в бюро, консультировавшее население по вопросам церкви.